# Ramiro I. Aragonský
Ramiro I. Aragonský (před 1007 – 8. května 1063, Graus) byl od roku 1035 do své smrti prvním aragonským králem. Někdy je nazýván „malým králem“ – Rozšířil rodící se Aragonské království prostřednictvím získání území, jako hrabství Sobrarbe a Ribagorza, a město Sangüesa. Sancho Ramírez, jeho syn a nástupce, byl nejen králem aragonským, ale také králem navarrským

## Život

Ramirův signum regis.

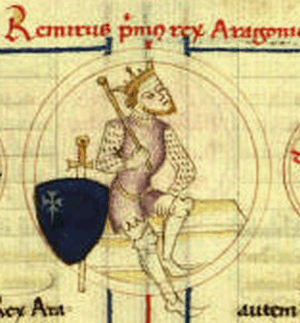
Ramiro I. Aragonský z rukopisu z 15. století, Genealogie barcelonských hrabat.

Ramiro se narodil zřejmě před rokem 1007 jako nemanželský syn navarrského krále Sancha III. a jeho milenky Sanchy z Aybaru. Ramiro byl údajně adoptován manželkou jeho otce Muniadonou poté, co byl jediným z otcových dětí, které jí přišly na pomoc, když to bylo potřeba, ačkoli neexistuje žádný dochovaný záznam o těchto událostech a příběh je pravděpodobně apokryfní.
Během otcovy vlády vystupoval jako svědek královských listin počínaje rokem 1011 a získal četné majetky v hrabství Aragon a rozdělením Sanchovy říše po jeho smrti v roce 1035 připadlo hrabství Aragon Ramirovi s titulem baiulus neboli správce. Dělení říše proběhlo takto: Navarru a Baskicko zdědil Ramirův nevlastní bratr García, Kastilské hrabství další bratr Ferdinand, hrabství Sobrarbe a Ribagorza připadla Gonzalovi a Ramiro statky v Aragonském hrabství pod vládou Garcíi.
Ramirův přesný status je nejasný. Jeho vazalové, sousedé, církev a dokonce i synové ho nazývali králem, přesto se vždy označoval jednoduše jako Ranimiro Sancioni regis filio (Ramiro, syn krále Sancha). Podobně se ve svých dvou závětích zmiňuje o svých pozemcích, jako by mu byly svěřeny do správy: nejdříve Garcíou a poté Bohem. Ve smlouvách z Navarry je označován jako regulus (spíše než rex, které užíval García) a quasi pro rege. Kvůli jeho rostoucí nezávislosti a malé velikosti jeho pyrenejských držav je někdy nazýván „malým králem“, Aragon „kapesním královstvím“.
Ramiro se snažil rozšířit své země na úkor Maurů a svého bratra Garcíi, krále Navarry. Krátce po smrti svého otce (někdy mezi 1036 a 1043) podpořil emíra z Tuledy v invazi do Navarry. I když byl poražen v bitvě u Tafally, stále byl schopen získat území, včetně Sanguesy, a zavedl stav poloautonomie. V roce 1043, zjevně se souhlasem Garcíi anektoval Sobrarbe a Ribagorzu, které předtím držel jeho nejmladší legitimní nevlastní bratr Gonzalo. Tato unie vytvořila pseudo-nezávislý aragonský stát s hlavním městem Jaca, který dal vzniknout Aragonskému království.
Po anexi Ribagorzy a Sobrarbe zahájil Ramiro postup z Aragonie směrem k Huesce a Zaragoze. Je mu připisována první listina královského města Jaca. Zahrnovala dobře definované zákony na ochranu i pro nerezidenty a šla příkladem městských práv až do pozdního středověku.
Ramiro zemřel 8. května 1063 v bitvě u Graus při pokusu dobýt město. Pohřben byl klášteře San Juan de la Peña v Santa Cruz de la Serós.

## Manželství a potomci
Předtím než se oženil měl Ramiro milenku jménem Amuña, se kterou měl nemanželského syna Sancha, kterému svěřil vládu v hrabství Ribagorza.
Ramirovou první manželkou se 22. srpna 1036 stala Gisberga, dcera hraběte Bernarda Rogera z Bigorre. Při sňatku se změnila jméno na Ermesinda. Manželé spolu měli pět dětí:
- Sancho Ramírez
- García Ramírez
- Sancha Aragonská
- Urraca Aragonská
- Tereza Aragonská

Po smrti první manželky se Ramiro znovu oženil s Anežkou, dcerou akvitánského vévody. Z tohoto manželství nejsou známi žádní potomci.